# Muriel Furrer

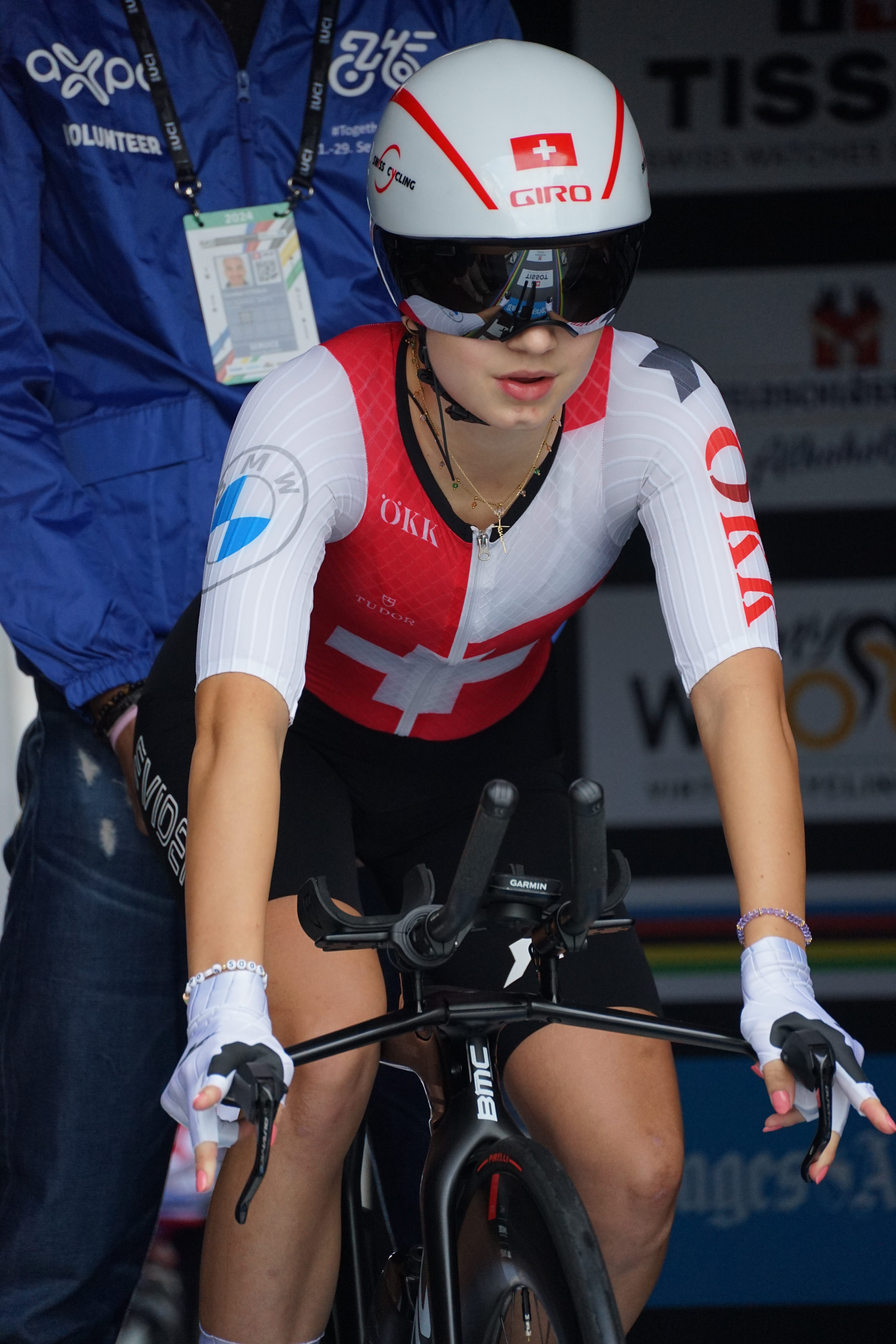
Muriel Furrer beim Zeitfahren an der WM 2024.

Muriel Furrer (* 1. Juli 2006; † 27. September 2024 in Zürich) war eine Schweizer Radrennfahrerin, Mountainbikerin und Radquerfahrerin.

## Leben

### Herkunft, Jugend und Karrierebeginn
Muriel Furrer stammte aus Egg im Kanton Zürich und startete für den VC Meilen. 
Sie besuchte die United School of Sports in Zürich.
Sie galt als äusserst vielseitige und technisch versierte Fahrerin. 2021 gewann sie bei der Schweizer Bahnradmeisterschaft in Aigle die U17-Trophy im Omnium. 2023 und 2024 wurde sie jeweils Zweite bei den Juniorinnen an den Schweizer Meisterschaften im Radquer. Mit dem Mountainbike erlangte sie Bronze bei den Juniorinnen an den Schweizer Meisterschaften 2024.
Bei den Mountainbike-Europameisterschaften im Mai 2024 im rumänischen Cheile Grădiștei gewann sie mit dem Schweizer Team in der Mixed-Cross-Country-Staffel XCR Bronze, im Einzel wurde sie Fünfte. Bei den Mountainbike-Weltmeisterschaften im August/September 2024 in Pal Arinsal, Andorra, erreichte sie mit einem Abstand von 6:41 Minuten auf die Siegerin Viktória Chladoňová den 29. Platz.

### Unfall an der Rad-WM 2024

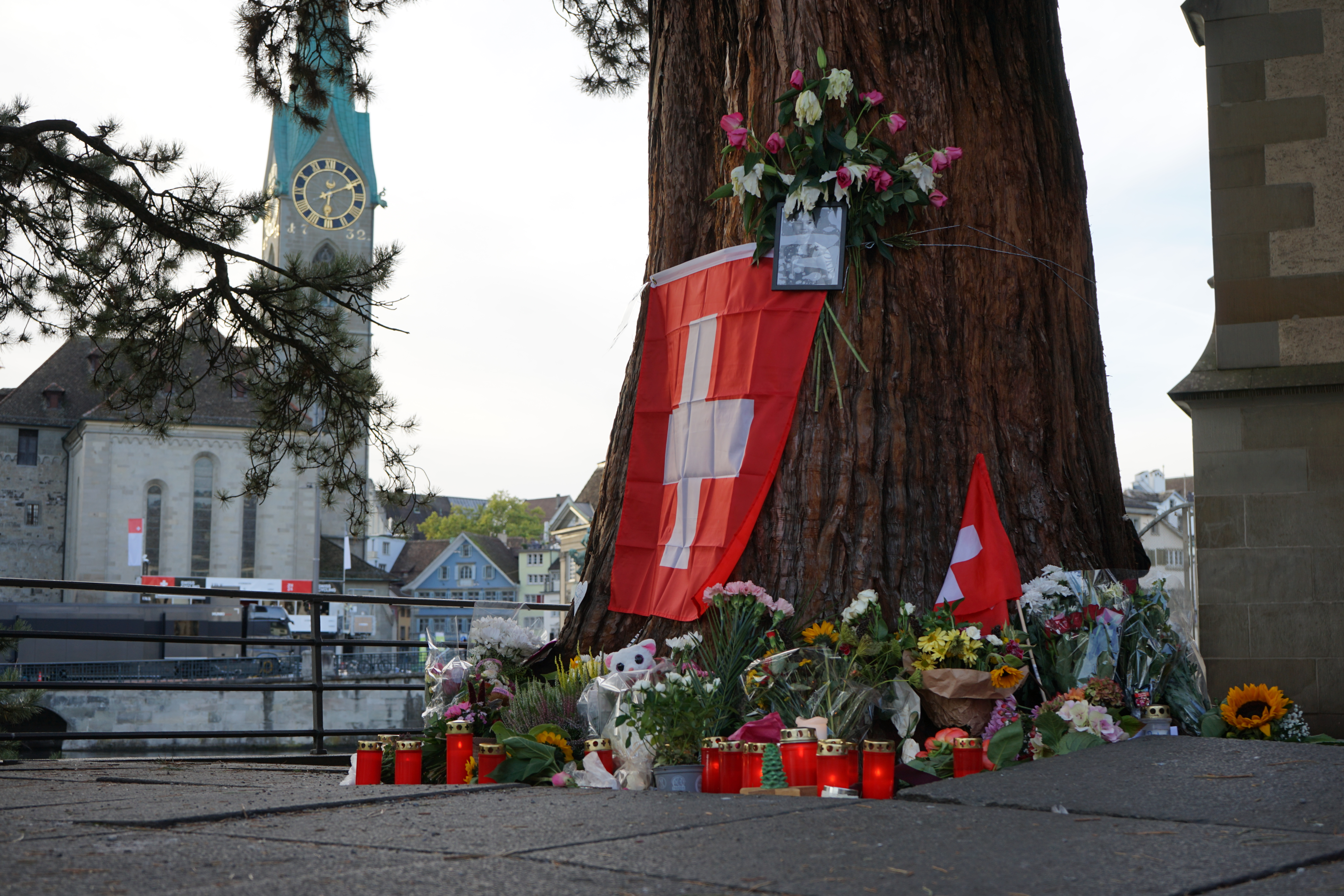
Gedenkstätte für Muriel Furrer bei der Wasserkirche in Zürich

Im Zeitfahren an den Strassenradsport-Weltmeisterschaften 2024 in Zürich wurde sie 44. bei den Juniorinnen. Während des Strassenrennens der Juniorinnen zwei Tage später, am 26. September, stürzte sie in einem Waldstück am Küsnachterberg bei starkem Regen; es gibt keine Augenzeugen. Sie wurde erst nach Ende des Rennens aufgefunden, nachdem der Sicherheitsdienst auf der Suche nach ihr die Strecke abgefahren hatte. Es wird davon ausgegangen, dass sie zwei Stunden lang verletzt abseits der Strecke lag.
Muriel Furrer erlitt ein schweres Schädel-Hirn-Trauma und starb am Folgetag im Universitätsspital Zürich mit 18 Jahren. Sie wohnte nur wenige Kilometer vom Unfallort entfernt und war mit der Strecke vertraut. Die Staatsanwaltschaft nahm Ermittlungen auf.
Am Sonntagmorgen, den 29. September fand in Zürich ein «Memorial Ride» für Muriel Furrer statt, bei dem rund 1500 Fahrradfahrer der verstorbenen Sportlerin eine letzte Ehre erwiesen.